# موژوکای
موژوکای (به لاتین: Muzhukay) یک منطقهٔ مسکونی در روسیه است که در شهرستان بابایورتوفسکی واقع شده‌است.